# Ėto slučilos' v milicii
Ėto slučilos' v milicii (Это случилось в милиции) è un film del 1963 diretto da Villen Abramovič Azarov.